# Badminton under sommer-OL 2012
Badminton under Sommer-OL 2012 blev afviklet i Wembley Arena fra 28. juli til 5. august. Konkurrencen havde deltagelse af 172 spillere, fordelt på 38 spillere i herre- og damesingle, samt 16 par i herre-, dame- og mixed double.

## Turneringsformat
Konkurrencen blev i alle discipliner indledt med et gruppespil, hvor alle mødte alle, hvorefter 16 spillere (i single) eller otte par (i double) går videre til 1/8-finalerne (single) eller kvartfinalerne (double).

## Den olympiske turnering

### Damedouble

#### Diskvalifikationer i damedouble
Den 1. august 2012, blev flere hold diskvalificeret fra konkurrencen for "ikke at bruge sine bedste bestræbelser på at vinde en kamp". Parrene er blevet anklaget for at forsøge at tabe med henblik på at manipulere lodtrækningen i forhold til, hvilke hold de ville møde senere i turneringen. 
Fire hold blev diskvalificeret:
- Wang Xiaoli og Yu Yang, der spiller for Kina
- Jung Kyung-eun og Kim Ha-na, der spiller for Sydkorea
- Ha Jung-eun og Kim Min-jung, der spiller for Sydkorea
- Meiliana Jauhari og Greysia Polii, spiller for Indonesien

## Medaljer
| Placering | Land     | Guld | Sølv | Bronze | Total |
| --------- | -------- | ---- | ---- | ------ | ----- |
| 1         | Kina     | 5    | 2    | 1      | 8     |
| 2         | Danmark  | 0    | 1    | 1      | 2     |
| 3         | Japan    | 0    | 1    | 0      | 1     |
| 3         | Malaysia | 0    | 1    | 0      | 1     |
| 5         | Indien   | 0    | 0    | 1      | 1     |
| 5         | Rusland  | 0    | 0    | 1      | 1     |
| 5         | Sydkorea | 0    | 0    | 1      | 1     |
| Total     | Total    | 5    | 5    | 5      | 15    |